# フランソワ・ジョゼフ・ボジオ

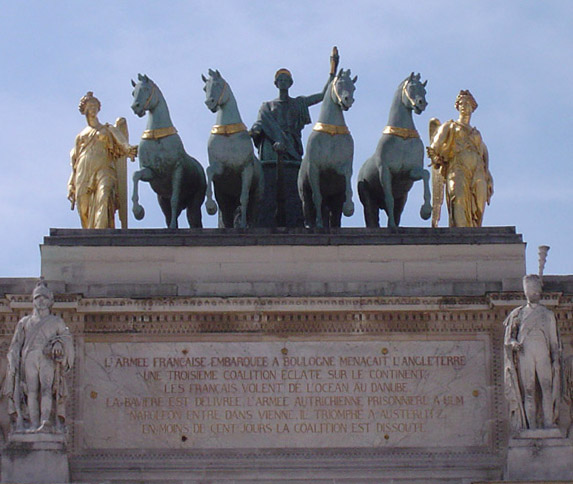
フランス復古王政を記念するカルーゼル凱旋門のクアドリガ、パリ

フランソワ＝ジョゼフ・ボジオ (François-Joseph Bosio、1768年3月19日 - 1845年7月29日) は、モナコの彫刻家。「アリスタイオス」などを彫った。

## 来歴
モナコで生まれた。モナコ公から奨学金を得て、パリで著名な彫刻家オーギュスタン・パジュー(Augustin Pajou)に学んだ。フランス革命が起こると、フランス軍に将校として加わり、イタリアに赴任した。1802年に軍を離れ、彫刻の修行に戻り、ヴェネツィアなどで、イタリアの彫刻家のアントニオ・カノーヴァからも指導を受けた。1807年にフランスに戻り、ナポレオンの治世で、ヴァンドーム広場のレリーフを制作し、ジョゼフィーヌ皇后の胸像を制作した。
フランス復古王政の1814年にはルイ18世の胸像を制作し、1816年には美術アカデミーの会員に選ばれ、1817年からはアカデミーの教授に任じられた。ボジオが指導した学生には、アントワーヌ＝ルイ・バリーやアントワーヌ・ローラン・ダンタン、ジャン＝ピエール・ダンタン、ルイ・デプレ、フランソワ＝ジョゼフ・デュレ、アンリ・ルメールらがいる。1821年に王室の筆頭彫刻家に任じられ、1825年にはレジオンドヌール勲章（オフィシエ）を受勲した。 代表作にはパリ、ヴィクトワール広場のルイ14世の騎馬像などがある。

## 主な作品

### パリ
- 贖罪礼拝堂 : ルイ16世 (1816-1835) の神格化
- カルーゼル凱旋門のクアドリガ（カルーゼル広場）
- ルーヴル美術館
  - アケローオスと戦うヘーラクレースが蛇に変わる Hercule combattant Acheloüs transformé en serpent (1824), ブロンズのグループ[2]

### アメリカ
- ダラス美術館、ダラス :
  - カタリーナ、ヴュルテンベルク王女 Catherine, princesse de Wurtemberg, 1810-1815頃、胸像
  - 皇后マリア・ルイーザ L'Impératrice Marie-Louise, 1810-1815、胸像
- メトロポリタン美術館、ニューヨーク : マリー・アメリー王妃 La Reine Marie-Amélie des Français, 1841、胸像

### ロシア
- エルミタージュ美術館、サンクトペテルブルク : クピードーの射手、大理石像

## ギャラリー

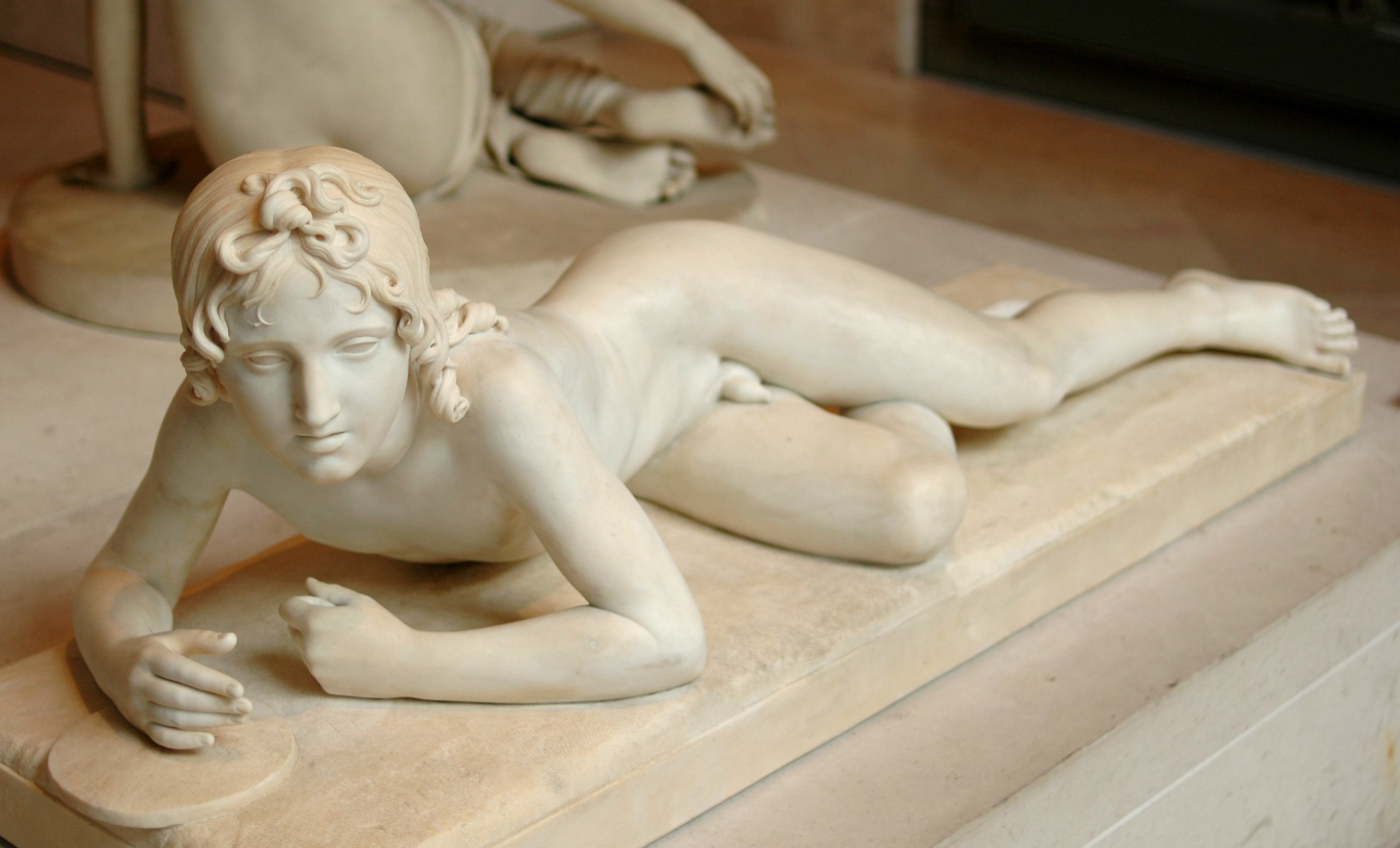
ヤサント Hyacinthe (1817), パリ、ルーヴル美術館
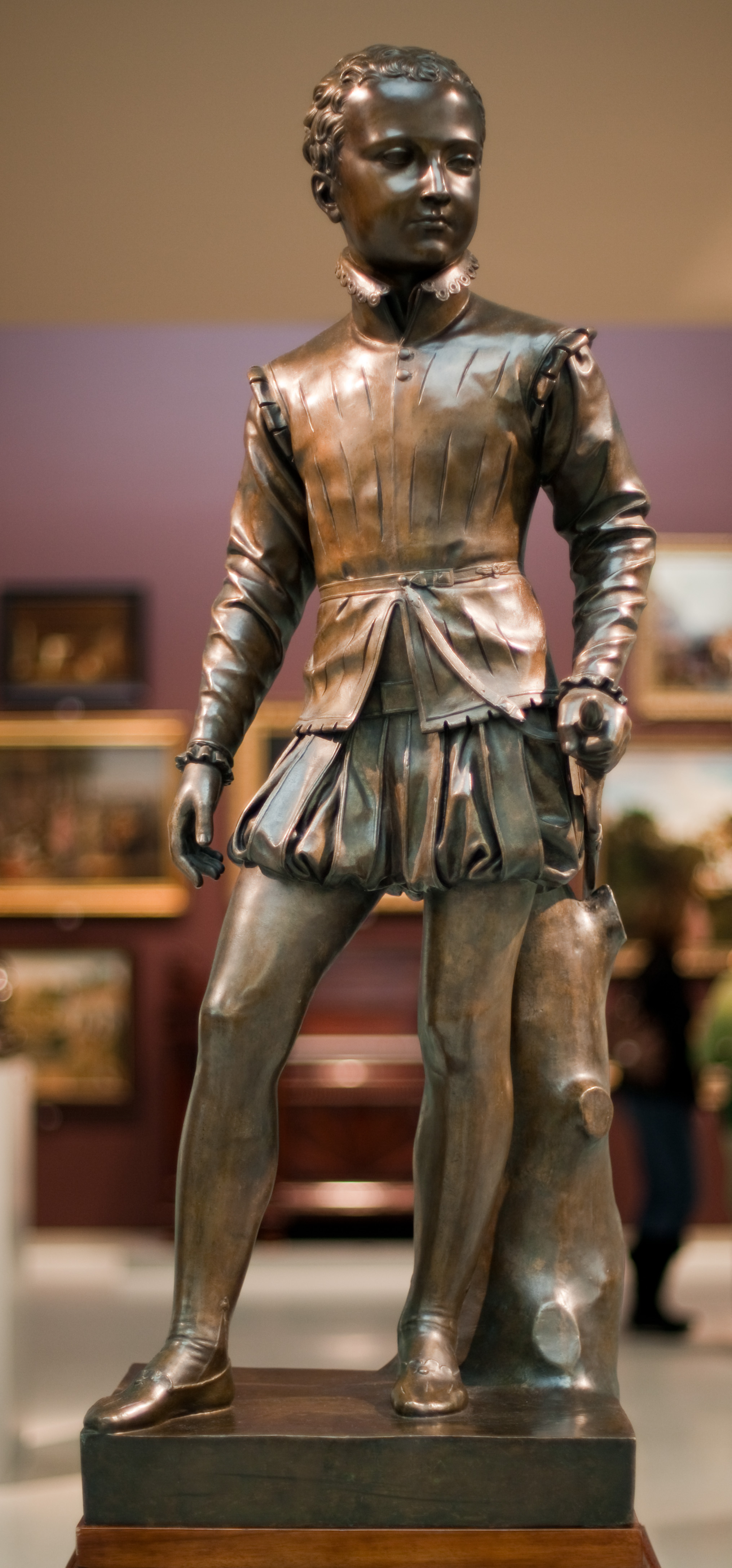
幼少時代のヘンリー4世 Henry IV enfant (1822), ピッツバーグ、カーネギー美術館（英語版）.
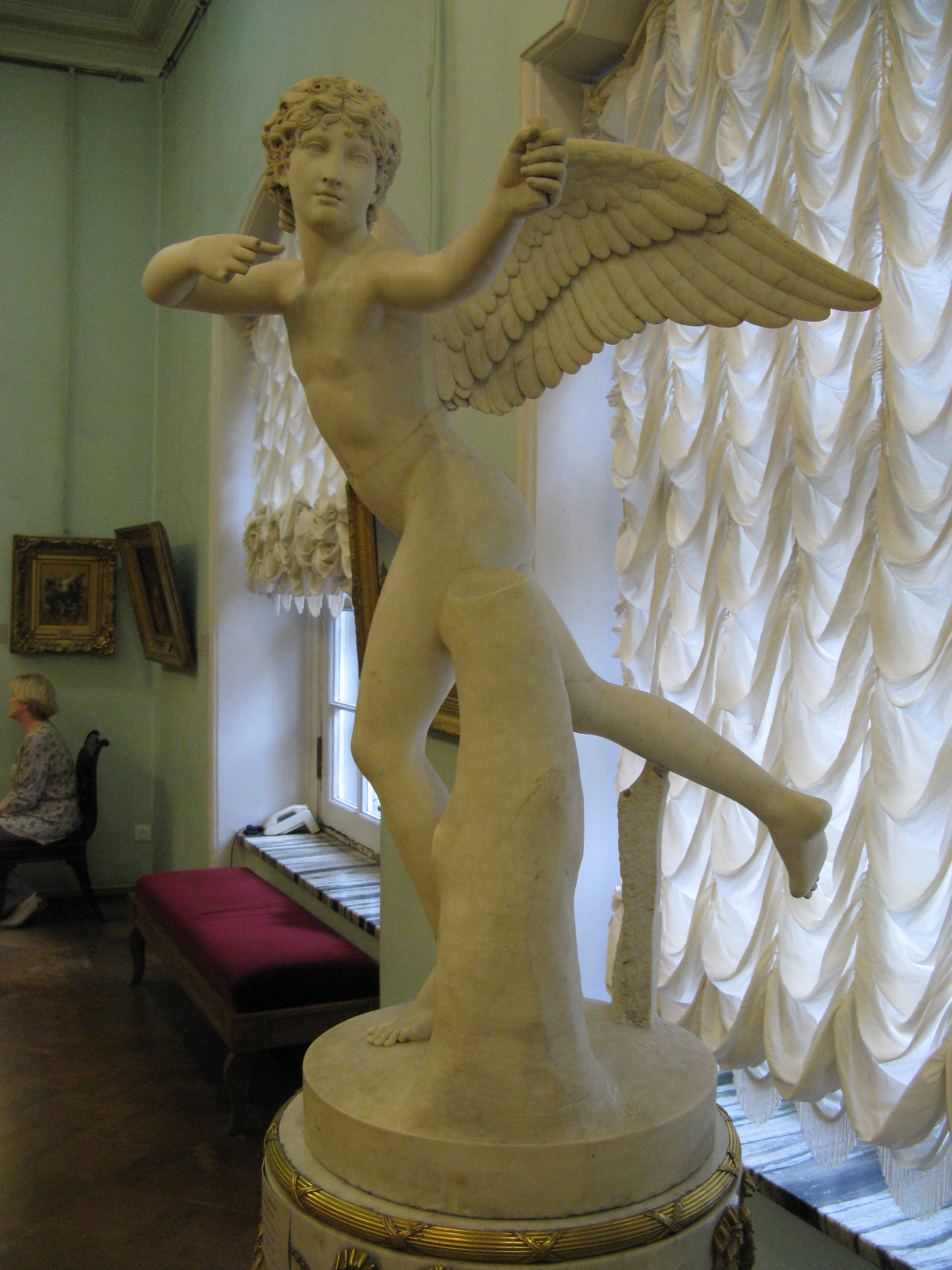
クピードーの射手 Cupidon archer, サンクトペテルブルク、エルミタージュ美術館
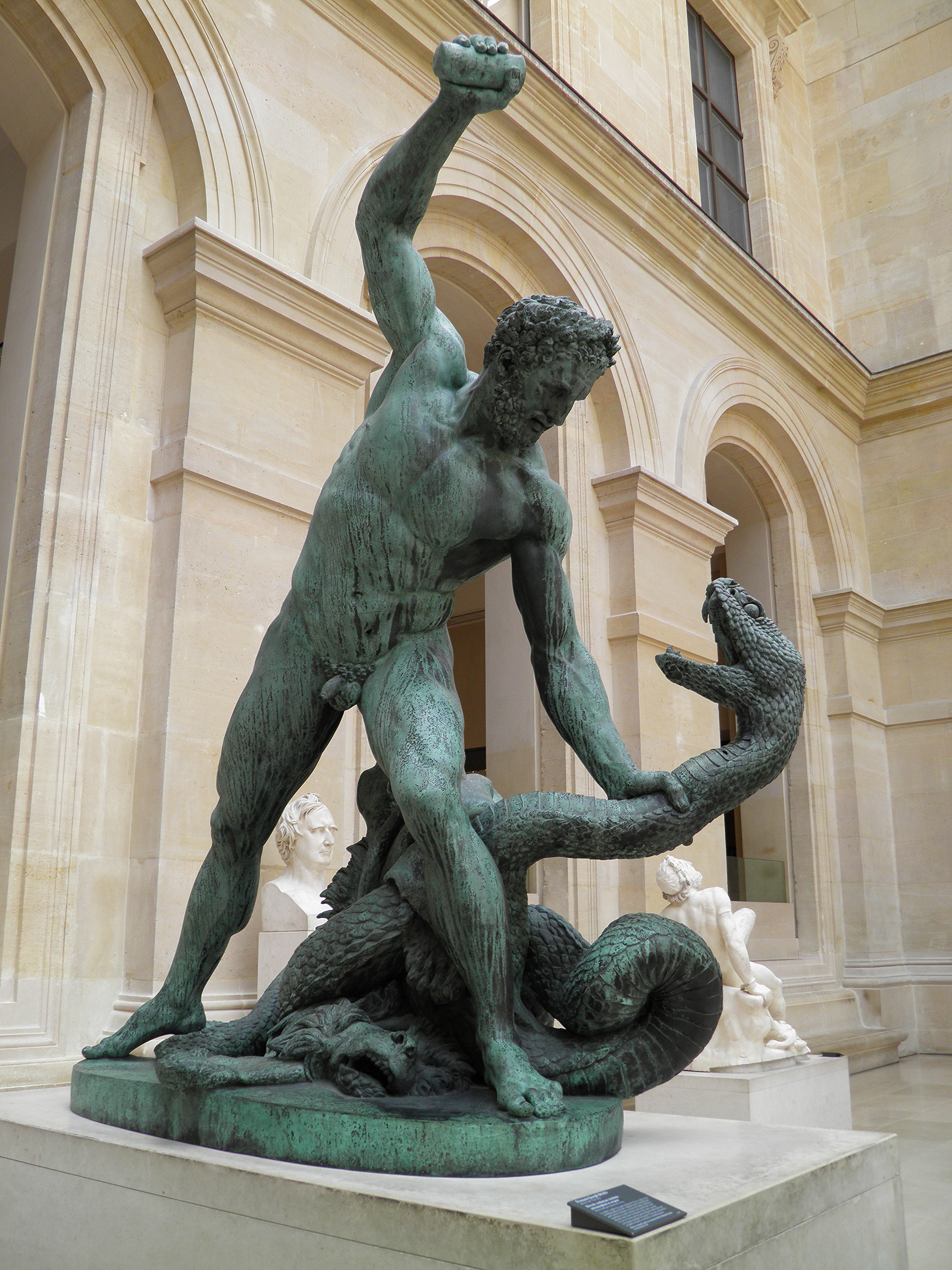
アケローオスと戦うヘーラクレースが蛇に変わる Hercule combattant Acheloüs transformé en serpent (1824), パリ、ルーヴル美術館
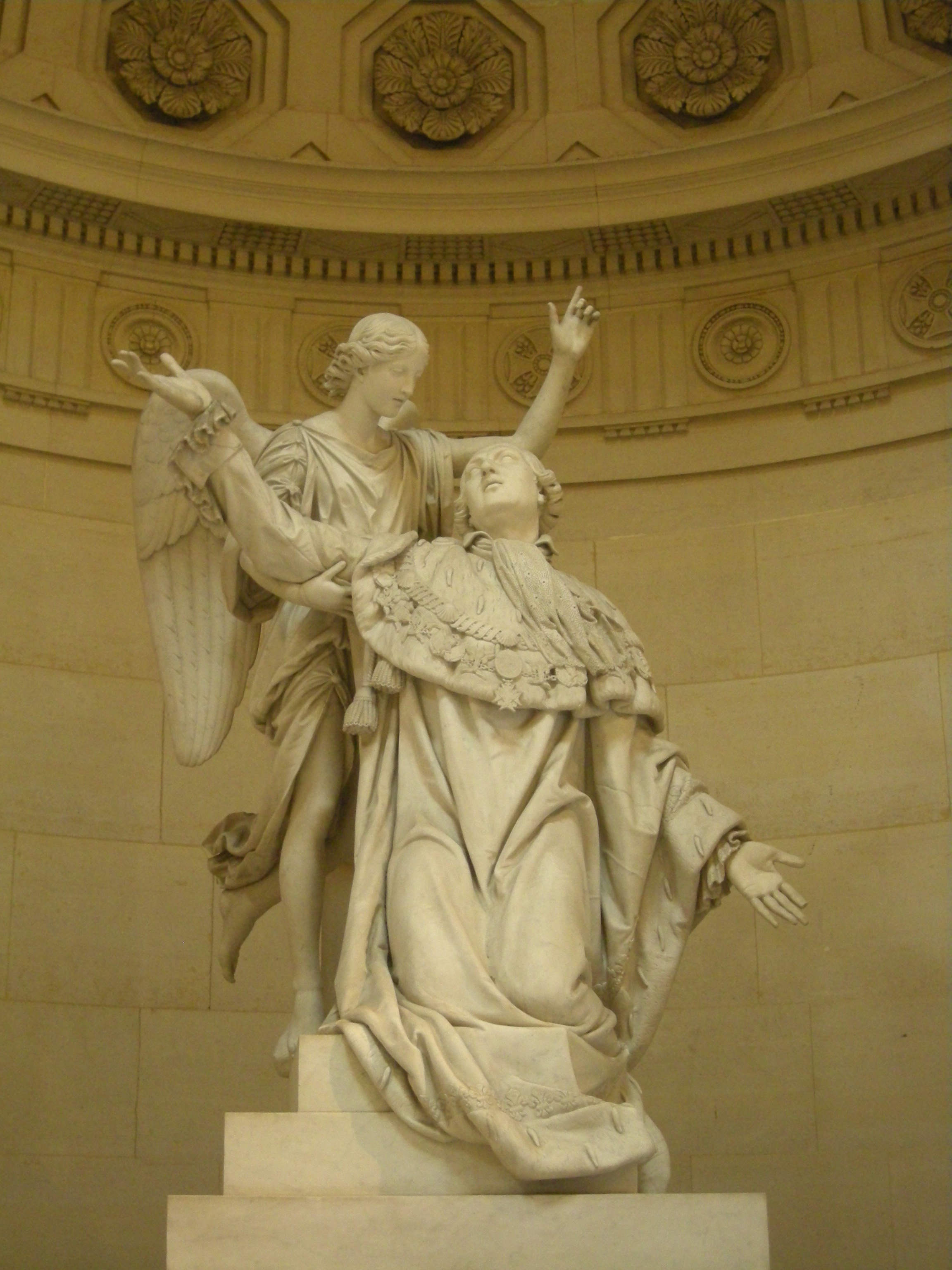
ルイ16世 (1816-1835) の神格化 Apothéose de Louis XVI (1816-1835), パリ、贖罪礼拝堂
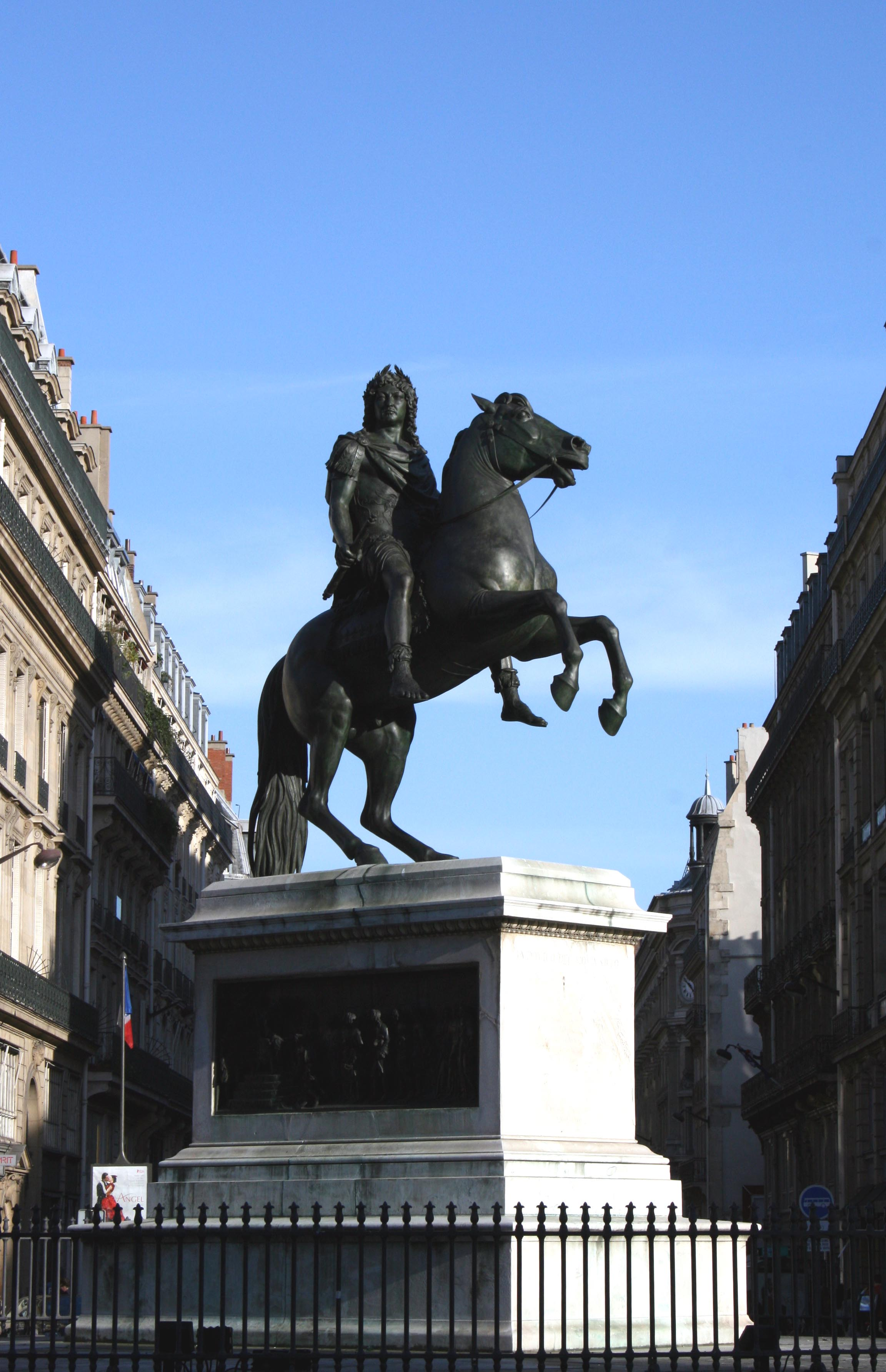
ルイ14世の記念碑 Monument à Louis XIV (1822), パリ、ヴィクトワール広場
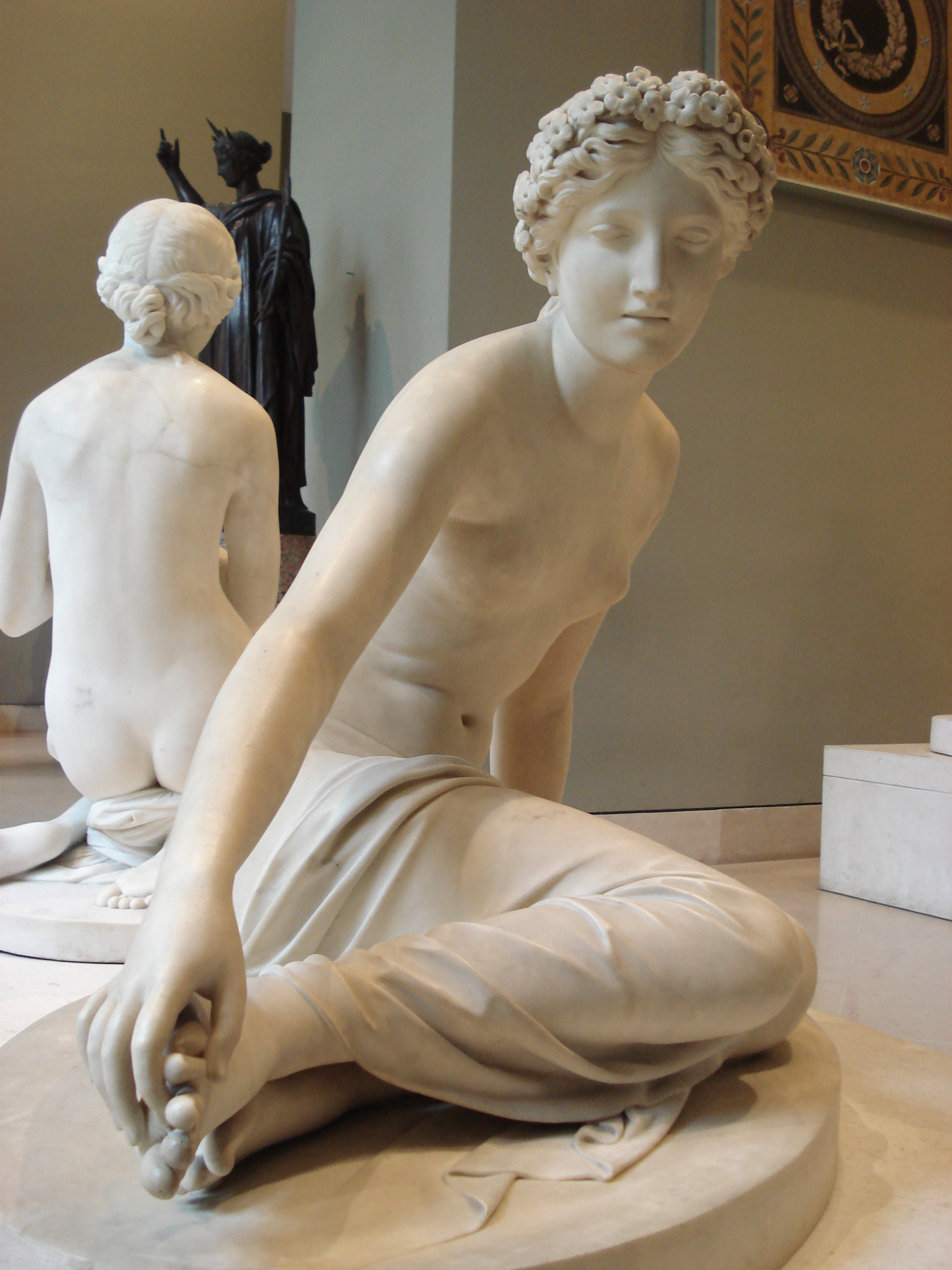
ニュンペーのサルマキス La Nymphe Salmacis (1826), パリ、ルーヴル美術館